# 망우역
망우역(忘憂驛, Mangu station)은 서울특별시 중랑구 상봉동에 있는 중앙선과 경춘선, 망우선의 전철역이자 수도권 전철 경의·중앙선과 수도권 전철 경춘선의 환승역이다.
역명과 달리 상봉동에 있다. 2010년 12월 21일 수도권 전철 경춘선이 개통되면서 환승역이 되었다. 수도권 전철 경의·중앙선과 경춘선 승강장은 역의 남쪽과 북쪽에 각각 떨어져 있고, 양 노선 급행열차는 정차하지 않는다. 수도권 전철 경춘선은 심야에 1편성이 주박한다.

## 역명 유래
태조 이성계가 한양에 도읍을 정한 다음 종묘와 사직까지도 마련하였으나 선왕들의 능지를 마련하지 못해 고심하던 중 전국에 지관을 파견하여 양주 검암산 아래가 능지로 적합하다는 보고를 받았다. 이에 태조는 즉시 남재 등과 함께 현지에 도착하였는데 이곳의 지세로 보아 선왕이 묻힐 자리가 아니라는 판단이 들어 발길을 돌렸다. 이때 무학대사가 태조에게 "선왕의 능지보다는 대왕의 신후지지(身後之地)로 더 적합합니다." 다시 한 번 살펴보라고 권하여 가던 걸음을 멈추고 다시 돌아 본 즉 과연 명당임이 밝혀졌고 기쁜 마음으로 환궁하는 길에 망우고개 위에서 잠시 멈추어 자신이 보았던 능지를 다시 한 번 살펴보고는 "아! 아!, 이것으로 오랫동안의 근심을 잊을 수 있게 되었노라"고 한데서 망우(忘憂)고개라는 이름이 붙게 되었다고 한다.

## 역사
- 1939년 4월 1일 : 무배치간이역으로 영업 개시[2]
- 1940년 6월 1일 : 배치간이역으로 승격[3]
- 1942년 12월 1일 : 보통역으로 승격[4]
- 1958년 12월 1일 : 역사 준공
- 1967년 7월 1일 : 소급화물 취급 정지[5]
- 1969년 8월 19일 : 사무관역으로 승격
- 1971년 9월 10일 : 민수용 무연탄 도착취급역 지정[6]
- 1993년 9월 25일 : 역사 준공
- 1994년 1월 1일 : 소수화물 취급 중지[7]
- 2005년 12월 16일 : 수도권 전철 중앙선 개통, 무궁화호 전 열차는 정차하지 않고 무정차 통과
- 2008년 11월 1일 : 화물취급 중지[8]
- 2009년 12월 1일 : 철도승차권 단말기 철거
- 2010년 12월 21일 : 경춘선 복선 전철 구간 개통[9]
- 2017년 7월 1일 : 화물 중계 기능 폐지.[10] 해당 기능은 중앙선 국수역으로 이전되었다,
- 2017년 12월 18일 : 화물 취급 중지[11]
- 2017년 12월 22일 : 상봉역 고속열차 승강장과의 연결통로 개통 및 철도승차권 단말기 재설치

## 역 구조
승강장에는 스크린도어가 설치되어 있다. 2·3번 승강장 서쪽 끝에는 상봉역 경강선 KTX 승강장으로 통하는 연결 통로가 있다.

### 배선도
망우역과 상봉역의 배선도는 다음과 같다. 승강장은 5면 20선 혼합식 승강장이며, 14선은 화물 및 기타 선로로 운용된다.

### 승강장
| ↑상봉(경의·중앙선, 경춘선)       |
| \| ２３ \| ４５ \| ６７ \|       |
| 양원(경의·중앙선)↓ 신내(경춘선)↓ |

| 1   | ● 수도권 전철 경의·중앙선 | 회기 · 용산 · 문산 방면              |
|     |                           | (청량리 방면 통과 선로)              |
| 2·3 | ● 수도권 전철 경의·중앙선 | 구리 · 덕소 · 용문 · 지평 방면       |
|     |                           | (화물 및 기타 선로)                  |
| 4·5 | ● 수도권 전철 경춘선      | 상봉 · 회기 · 청량리 · 광운대 방면   |
| 6·7 | ● 수도권 전철 경춘선      | 퇴계원 · 평내호평 · 가평 · 춘천 방면 |

## 역 주변
- 망우지구대
- 상봉시외버스터미널
- ● 수도권 전철 경춘선 상봉역[12]
- 상봉중학교
- 상봉 이노시티
  - 엔터식스 상봉점
  - 홈플러스 상봉점
- 이마트 상봉점
- 코스트코 상봉점
- 서울중화초등학교
- 혜원여자고등학교

## 이용객 변동
모든 이용객은 경의·중앙선 이용객으로 집계된다. 2005년 자료는 개통일인 2005년 12월 16일부터 12월 31일까지인 16일치만이 반영된 것이다.
| 노선        | 노선 | 일평균 인원수 (명/일) | 일평균 인원수 (명/일) | 일평균 인원수 (명/일) | 일평균 인원수 (명/일) | 일평균 인원수 (명/일) | 일평균 인원수 (명/일) | 일평균 인원수 (명/일) | 일평균 인원수 (명/일) | 일평균 인원수 (명/일) | 일평균 인원수 (명/일) | 각주   |
| 노선        | 노선 | 2005년                | 2006년                | 2007년                | 2008년                | 2009년                | 2010년                | 2011년                | 2012년                | 2013년                | 2014년                | 각주   |
| ----------- | ---- | --------------------- | --------------------- | --------------------- | --------------------- | --------------------- | --------------------- | --------------------- | --------------------- | --------------------- | --------------------- | ------ |
| 경의·중앙선 | 승차 | 1,611                 | 2,924                 | 4,085                 | 5,234                 | 6,159                 | 6,934                 | 7,041                 | 7,039                 | 7,426                 | 7,906                 | [ 13 ] |
| 경의·중앙선 | 하차 | 1,915                 | 3,131                 | 3,972                 | 4,932                 | 5,668                 | 6,322                 | 6,645                 | 6,823                 | 7,301                 | 7,829                 | [ 13 ] |
| 노선        | 노선 | 2015년                | 2016년                | 2017년                | 2018년                | 2019년                | 2020년                | 2021년                | 2022년                |                       |                       | [ 13 ] |
| 경의·중앙선 | 승차 | 8,196                 | 7,636                 | 8,539                 | 8,186                 | 8,353                 | 6,308                 | 6,484                 | 7,180                 |                       |                       | [ 13 ] |
| 경의·중앙선 | 하차 | 8,004                 | 7,909                 | 8,410                 | 8,112                 | 8,188                 | 6,184                 | 6,434                 | 7,061                 |                       |                       | [ 13 ] |

## 사진

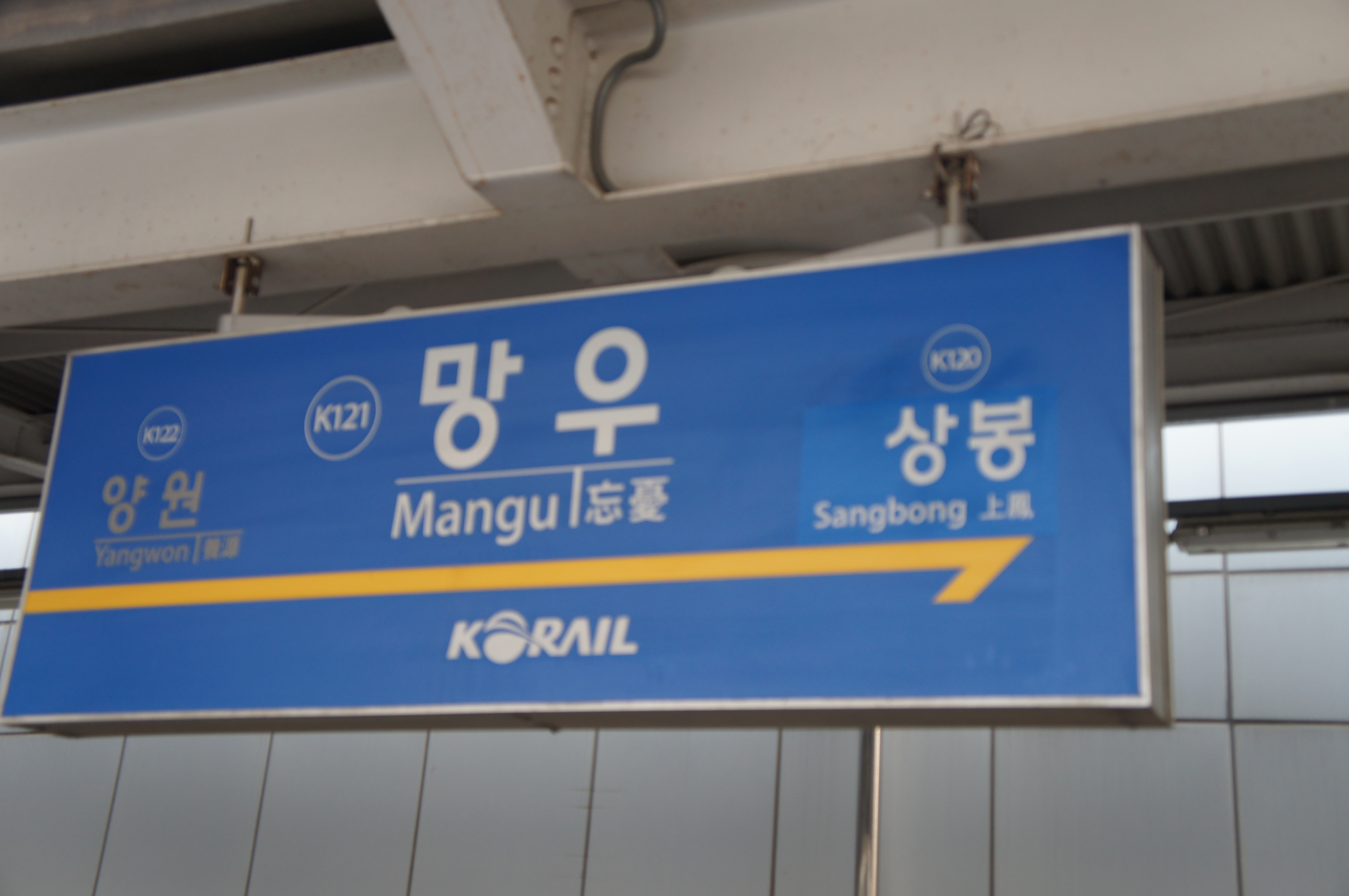
경의·중앙선 역명판
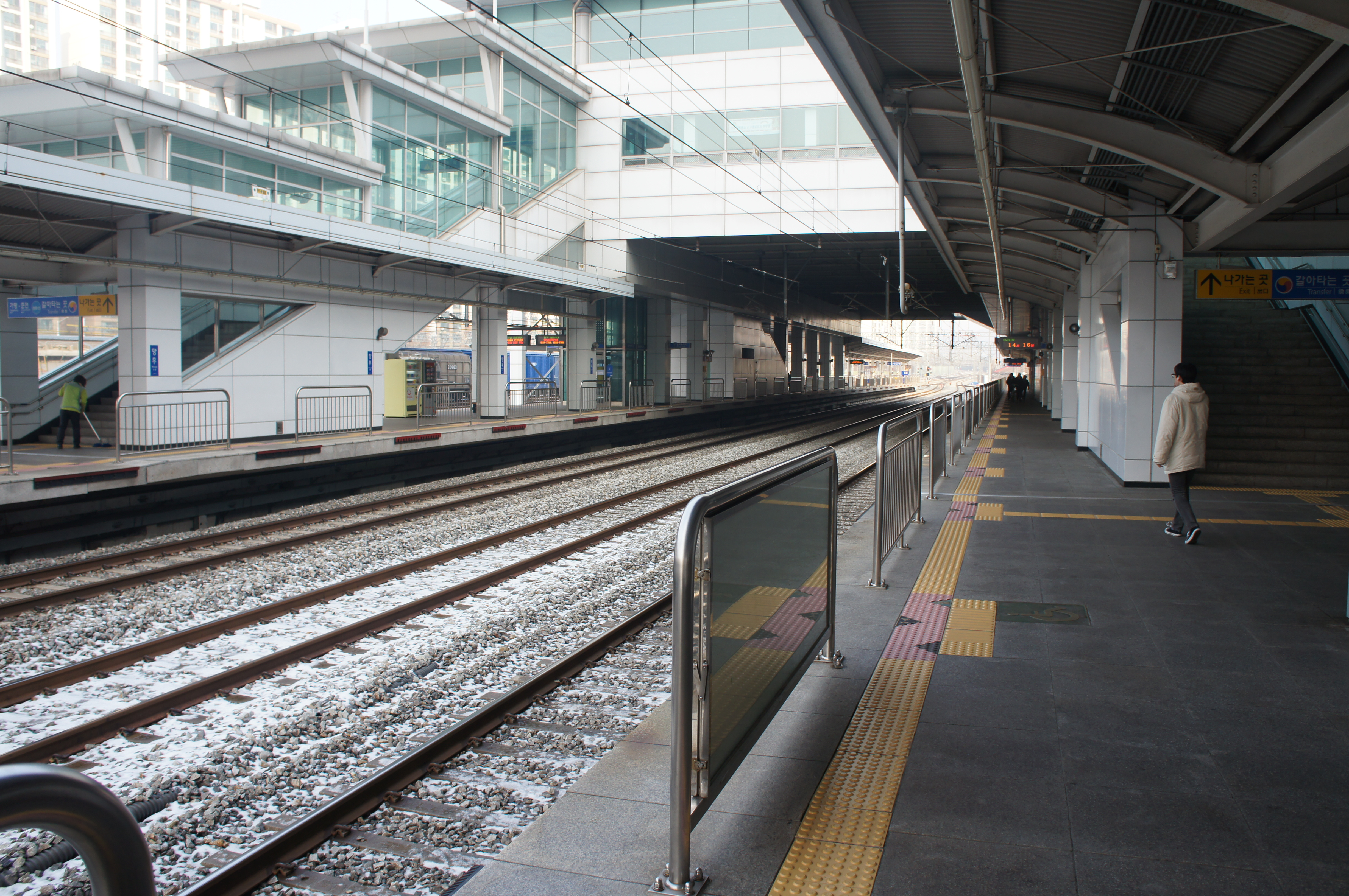
1번 승강장 (스크린도어 설치 전)

## 인접한 역
| 중앙선                           | 중앙선                                               | 중앙선                        |
| -------------------------------- | ---------------------------------------------------- | ----------------------------- |
| K120 상봉 문산 방면 문산 방면    | ● 수도권 전철 경의·중앙선 본선 완행 경의선 본선 급행 | K122 양원 지평 방면 용문 방면 |
| 경춘선                           |                                                      |                               |
| K120 상봉 · 청량리 · 광운대 방면 | ● 수도권 전철 경춘선 완행                            | P122 신내 춘천 방면           |